# 索倫鎮區 (北達科他州赫廷傑縣)
索倫鎮區（英語：Solon Township）是位於美國北達科他州赫廷傑縣的一個鎮區。

## 地方資料
索倫鎮區的面積為93.15平方千米，當中陸地面積為92.96平方千米，而水域面積為0.19平方千米。根據2020年美國人口普查的數據，當地共有人口14人，而人口密度為每平方千米0.15人。